# 고창 문수사 대웅전
고창 문수사 대웅전(高敞 文殊寺 大雄殿)은 대한민국 전북특별자치도 고창군에 있는 건축물이다. 1974년 9월 27일 전라북도의 유형문화재 제51호로 지정되었다.

## 개요
취령산 중턱에 있는 문수사는 백제 의자왕 4년(644)에 자장이 지은 사찰이다. 전해오는 이야기에 따르면, 당나라의 청량산에서 열심히 기도하던 자장은 꿈속에서 문수보살을 만나 부처님의 뜻을 깨닫고 돌아왔다. 그리고 우연히 이곳을 지나가다가 땅의 형세가 당나라의 청량산과 비슷하다고 하여 절을 짓고 문수사라 이름지었다고 한다. 그 뒤 조선 효종 4년(1653)과 영조 40년(1764)에 다시 지어 오늘에 이르고 있다.
석가모니를 모신 대웅전은 지은 연대가 확실하지는 않지만, 고종 13년(1876)년에 고창현감 김성로의 시주로 묵암대사가 다시 지었다고 한다.
앞면 3칸·옆면 3칸의 작은 건물이면서도, 지붕 처마를 받치면서 장식을 하기 위하여 만든 공포가 기둥 위와 기둥 사이에도 배치된 다포양식 건물이다. 지붕 옆면이 사람 인(人)자 모양인 맞배지붕집으로, 다포계 건물에 맞배지붕을 올린 것이 특이하다.

## 참고 자료
- 문수사대웅전 - 국가유산청 국가유산포털